# DT SRS
Stealth Recon Scout (DT SRS) — снайперская винтовка, разработана небольшой американской компанией Desert Tactical Arms. Создателей винтовки DT SRS вдохновила компоновка германской снайперской винтовки DSR-1.

## История
Винтовка DT SRS, впервые была представлена 2008-м году, на SHOT show, в Лас Вегасе. Где проходил конкурс PSR (Precision Sniper Rifle (англ.)) объявленный USSOCOM для нужд ВС США. Для разработчика новой мультикалиберной винтовки SRS - Николаса Янга (Nicholas Young) отправной точкой послужила немецкая снайперская винтовка DSR-1, построенная в компоновке буллпап. Однако американская винтовка создавалась с учетом упрощения дизайна оружия, уменьшения веса, повышения надежности в боевых условиях, упрощения и снижения издержек при производстве, а также повышения качеств для боевого применения.

## Разработка
Первоначально винтовку DT SRS планировалось сделать только под патрон .338 Lapua Magnum. Однако в ходе работы было решено сделать новую винтовку модульной, дабы повысить её тактическую гибкость и обеспечить стрелкам возможность тренировки с более дешевыми патронами (патроны .308 Win стоят в несколько раз дешевле, чем патроны .338 Lapua). Согласно заявлениям производителей, винтовки DT SRS обеспечивают кучность стрельбы на уровне 0.5 МОА (угловой минуты) при использовании соответствующих патронов.

## Устройство
Снайперская винтовка Stealth Recon Scout (DT SRS) построена в компоновке буллпап. Основу конструкции составляет несущая алюминиевая шина, на которой смонтированы стальная ствольная коробка и полимерная ложа. Механизм винтовки использует ручную перезарядку с продольно-скользящим поворотным затвором.
Стволы сменные, в комплекте с винтовкой могут поставляться наборы из стволов и затворов под различные калибры. Все стволы штатно имеют в дульной части резьбу для установки дульного тормоза или глушителя. Кроме того, вариант Stealth Recon Scout (SRS) «Covert» имеет укороченный ствол с интегральным глушителем.
Питание оружия боеприпасами осуществляется из специально разработанных коробчатых магазинов емкостью на 5 патронов (6 патронов для SRS Covert). Ударно-спусковой механизм регулируемый, рычажки ручного предохранителя удобно расположены над спусковой скобой на обеих сторонах оружия.
Открытых прицельных приспособлений винтовка не имеет, вместо этого на верхней поверхности ствольной коробки выполнена направляющая типа Picatinny rail, на которую при помощи соответствующих кронштейнов могут устанавливаться любые типы оптических прицелов. Дополнительные направляющие выполнены на цевье, вокруг ствола. Ложа винтовки оснащена регулируемым затыльником.